# Chrudim zastávka
Chrudim zastávka – przystanek kolejowy w Chrudimiu, w kraju pardubickim, w Czechach. Znajduje się na wysokości 270 m n.p.m.
Na przystanku nie ma możliwości zakupu biletu, a obsługa podróżnych odbywa się w pociągu.

## Linie kolejowe
- 238 Pardubice - Havlíčkův Brod